# Richard Nicolls
Richard Nicolls (1624 à Ampthill, Bedfordshire - 28 mai 1672 en mer du Nord) est le premier gouverneur colonial anglais de la province de New York.
Après la Restauration, il est missionné par le duc d'York pour conquérir la Nouvelle-Amsterdam et gérer les différends entre les colonies de la Nouvelle-Angleterre. Parti de Portsmouth le 25 mai 1664, il prend possession de la Nouvelle-Amsterdam en septembre où il assume la fonction de gouverneur militaire.
Nicolls retourne en Angleterre à l'été 1668. Remplacé par Francis Lovelace. Il est tué dans la bataille navale de la baie de Southwold le 28 mai 1672. Son monument à Ampthill incorpore le boulet de canon qui l'a tué.

## Source
- (en) Cet article est partiellement ou en totalité issu de l’article de Wikipédia en anglais intitulé « Richard Nicolls » (voir la liste des auteurs).